# Tramvajová trať Konečného náměstí – Technologický park
Tramvajová trať Konečného náměstí – Technologický park je dvoukolejná tramvajová dráha v Brně o délce 3,6 km. Její první úsek byl zprovozněn v roce 1961, poslední roku 2008. Na trati, kterou provozuje Dopravní podnik města Brna, se nachází nácestná smyčka Červinkova a koncová smyčka Technologický park, která je manipulační tratí propojena s vozovnou Medlánky.

## Historie
Tramvajová trať, odpojující se na Konečného náměstí ve čtvrti Veveří z tratě do Žabovřesk a vedoucí horní částí Králova Pole, byla zprovozněna 8. září 1961 v úseku dlouhém 2,6 km. Z Konečného náměstí vedla Nerudovou ulicí na Leninovu (dnes Kounicovu), po ní dále severozápadním směrem a ulicemi Jana Babáka a Purkyňovou ke křižovatce s ulicí Červinkovou, kde byla umístěna dvojkolejná smyčka Královo Pole, Tesla, pojmenovaná podle závodu stejnojmenného podniku ležícího poblíž. Nový závod byl také hlavním důvodem stavby kapacitní tramvajové dráhy. V trase nové tratě částečně vedla (ulicemi Leninovou a Jana Babáka, a dále Dobrovského a Vodovou) od roku 1949 trolejbusová dráha, která byla na jaře 1961 přeložena do souběžných ulic Botanické, Chodské, Charvatské a Srbské. Po dostavbě sídliště byla dne 16. prosince 1972 tramvajová trať prodloužena o 0,5 km dále Purkyňovou ulicí až ke křižovatce s ulicí Herčíkovou, kde byla vybudována jednokolejná smyčka Královo Pole, střelnice, která jméno získala podle nedaleké sportovní (původně vojenské) střelnice. V první polovině 90. let 20. století byl název nácestné smyčky Královo Pole, Tesla změněn na Červinkova a roku 2001 proběhla změna názvu i u smyčky Královo Pole, střelnice, která získala název Technické muzeum.
Dne 1. září 2007 byla zahájena několikaměsíční výluka od smyčky Červinkova k Technickému muzeu (TMB), která souvisela s částečnou přestavbou trati u TMB, zrušením tamní smyčky, úpravou mimoúrovňové křižovatky s ulicí Hradeckou a výstavbou prodloužení ulice Purkyňovy včetně tramvajové trati. Provoz na smyčce Technické muzeum byl ukončen 31. srpna 2007. Nový úsek trati, vedoucí prodlouženou ulicí Purkyňovou do Českého technologického parku, byl zprovozněn 17. května 2008. Trať je u technologického parku, již v katastru Medlánek, zakončena smyčkou Technologický park s předjízdnou kolejí. Ze smyčky je severovýchodním směrem vedena asi 350 metrů dlouhá manipulační trať do vozovny Medlánky, která tak v roce 2008 získala druhé napojení na tramvajovou síť.
Na začátku července 2011 byla odstraněním výhybek odpojena vnitřní kolej smyčky Červinkova, která je od té doby provozně jednokolejná, ačkoliv odpojená kolej zůstala zachována.

## Budoucnost
Do územního plánu města Brna, který vstoupil v platnost v lednu 2025, bylo zaneseno plánované pokračování trati o délce přibližně 700 m. Trasa je vedena ze smyčky Technologický park severním směrem přes zemědělské pozemky a kolem zadní části areálu Ústavu pro státní kontrolu veterinárních biopreparátů a léčiv do prostoru jižního konce ulice Hujíčkovy, u medláneckého zámeckého parku.

## Linkové vedení
Od roku 1961 byla po trati do konečné Královo Pole, Tesla vedena linka 11, ke které se následujícího roku přidaly také linky 10 a 12. Po reorganizaci linkového vedení v roce 1964 zamířily k Tesle linky 12 a 13. Linka 13 byla v roce 1972 prodloužena po nově vystavěném úseku do konečné Královo Pole, střelnice. Tam od roku 1978 zajížděla i nově zřízená linka 20, která však byla v roce 1979 zkrácena pouze do smyčky Královo Pole, Tesla a roku 1984 královopolskou trať zcela opustila. V roce 1985 byla k Tesle přivedena linka 16. Od roku 1986 nahradila linku 12 nová linka 22, vedená však až ke střelnici, kam byla prodloužena i linka 16. Roku 1995 provedl Dopravní podnik města Brna celkovou reorganizaci linek MHD. Po ní zajížděla do smyčky Červinkova linka 12 a do smyčky Královo Pole, střelnice linka 13. Po prodloužení tratě do smyčky Technologický park v roce 2008 byly do této koncové zastávky přesměrovány obě linky 12 a 13. Na konci roku 2012 byla linka 13 zrušena.

## Galerie

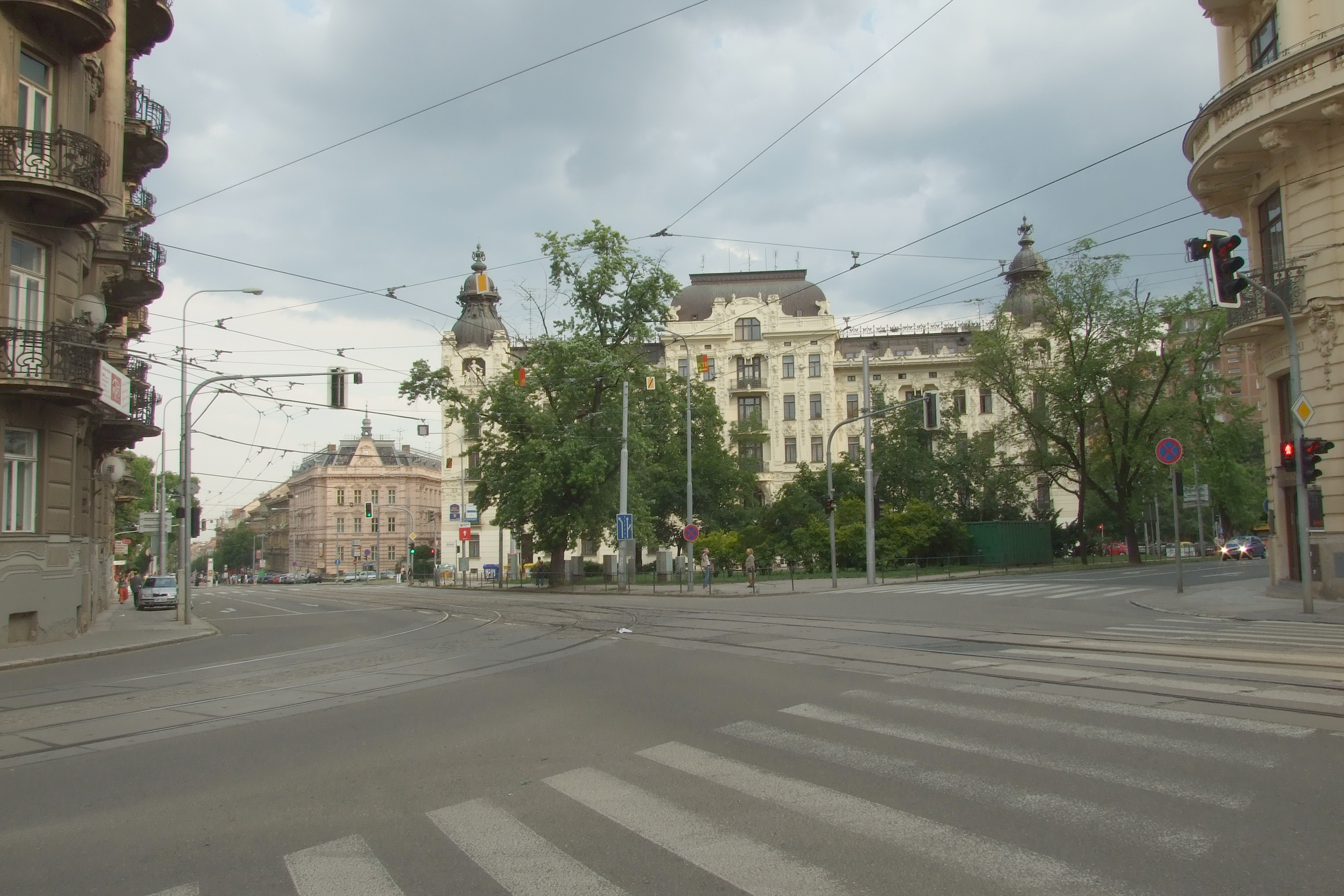
Konečného náměstí s počátkem trati do Králova Pole (vede směrem vlevo)
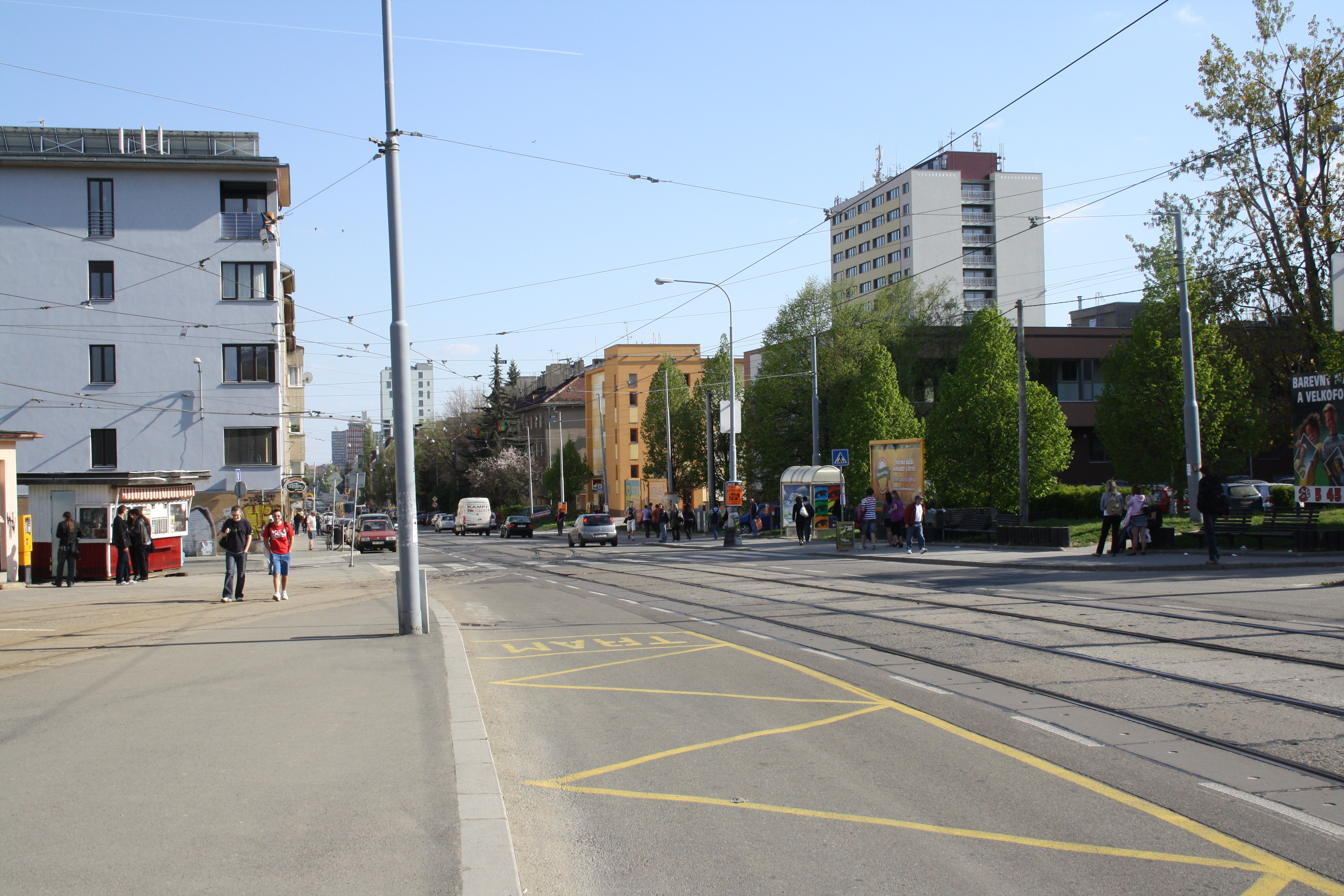
Zastávka Červinkova
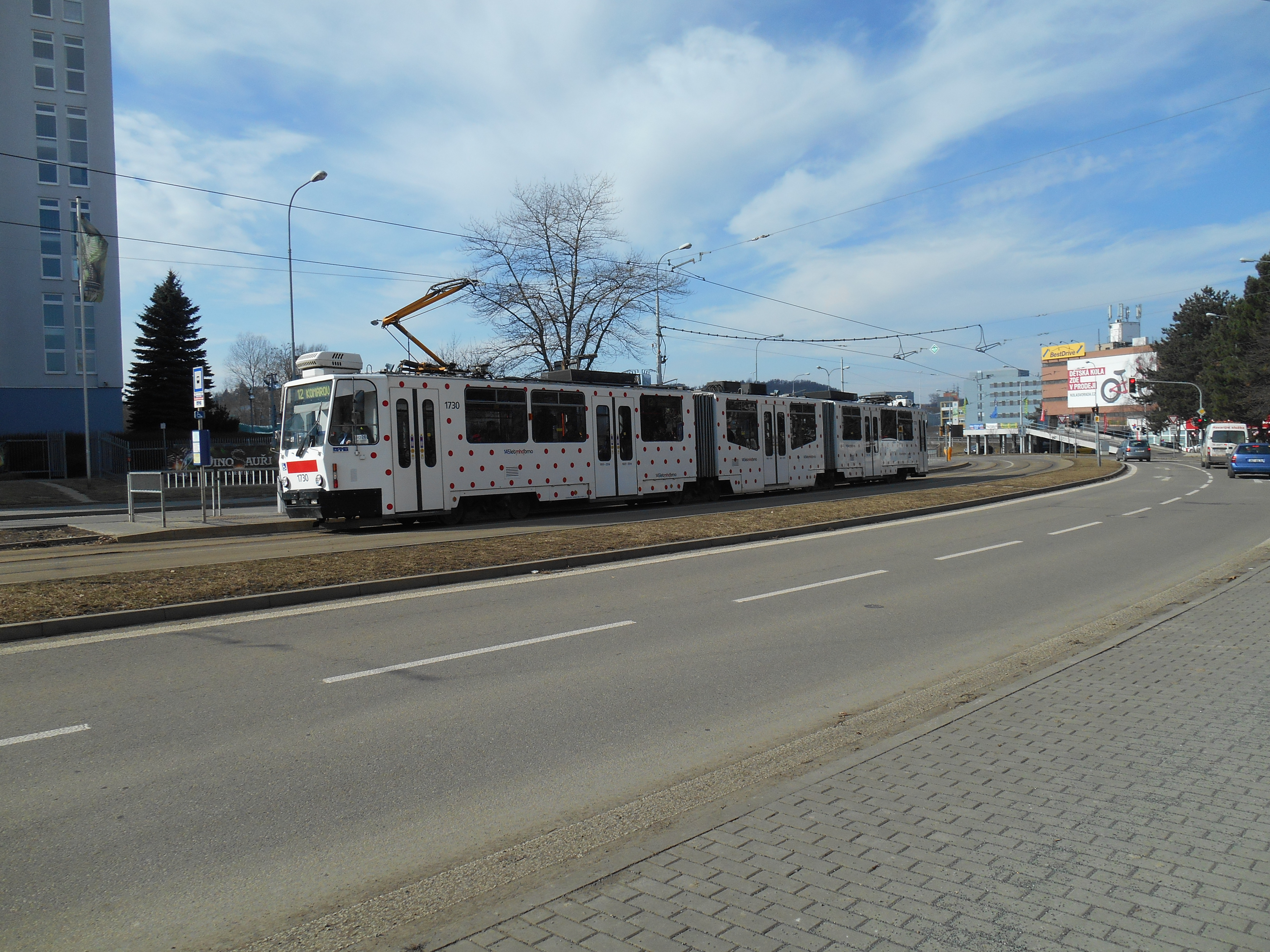
Tramvaj Tatra KT8D5N v zastávce Technické muzeum
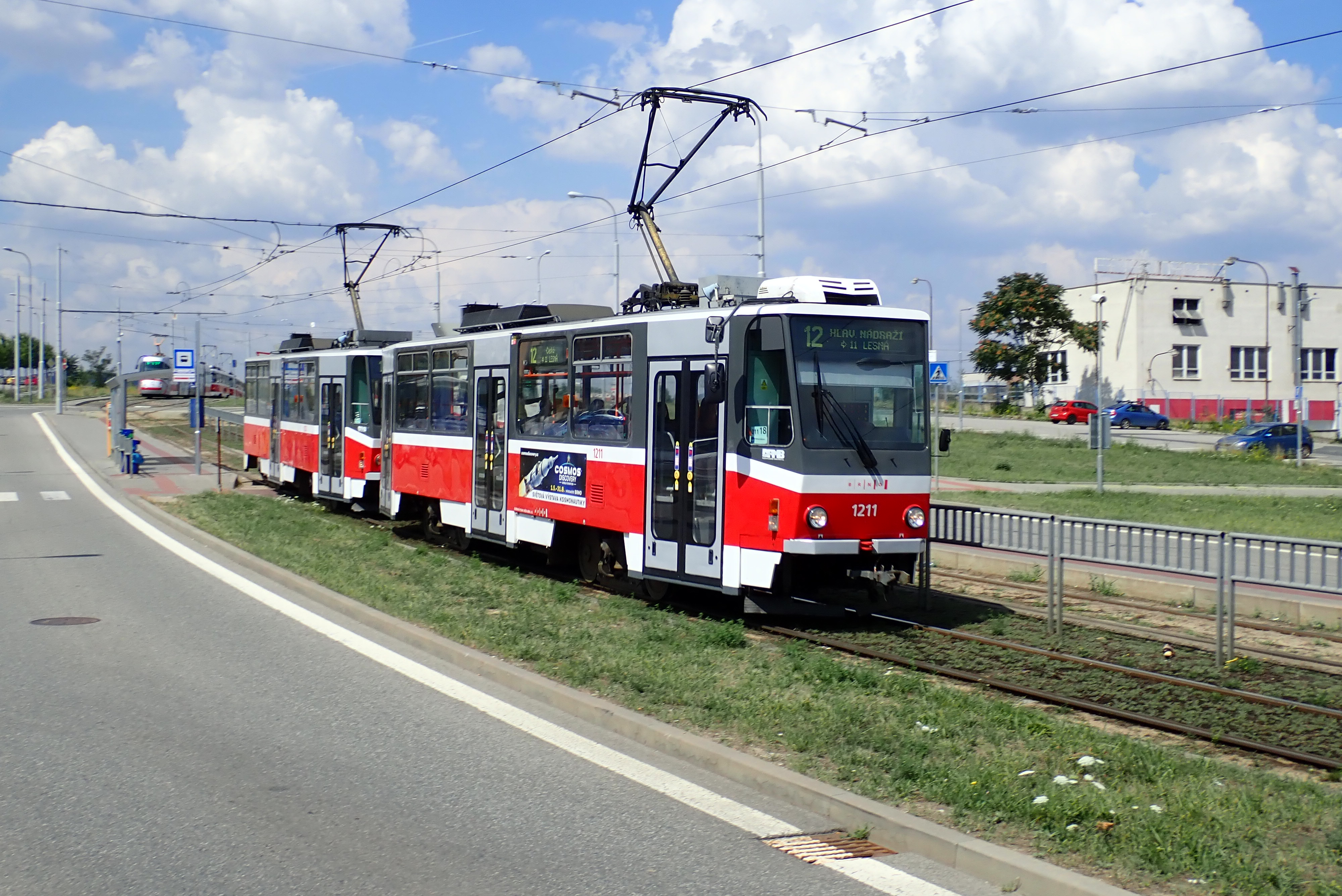
Souprava tramvají Tatra T6A5 vyjíždí ze zastávky Technologický park do centra města
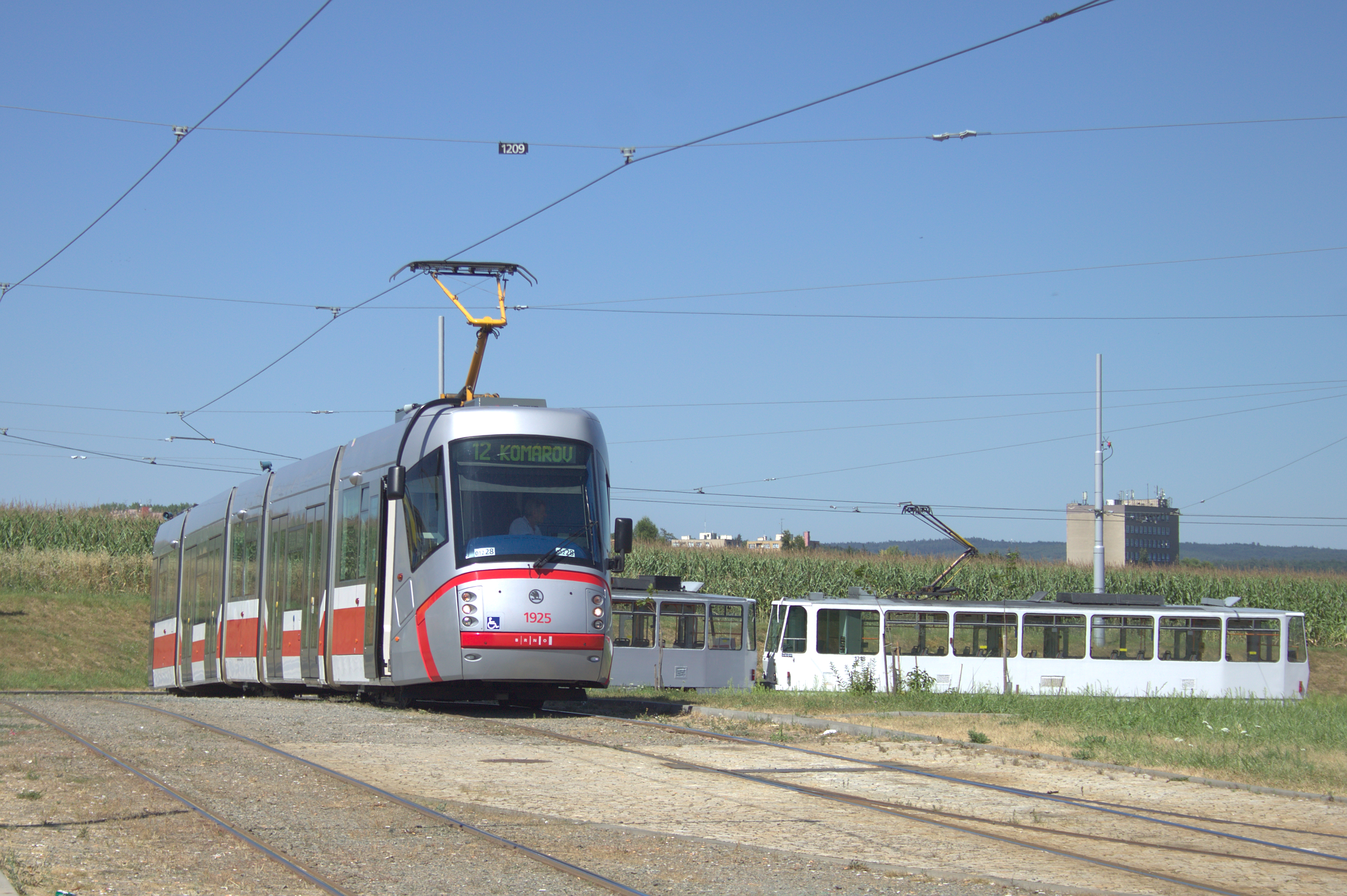
Tramvaj Škoda 13T a souprava vozů T6A5 ve smyčce Technologický park